# A Hora do Vampiro
A Hora do Vampiro ou 'Salem é um livro de horror escrito pelo autor americano Stephen King. Foi seu segundo livro a ser publicado. A história conta a história de um escritor Ben Mears que retorna a cidade de Jerusalem’s Lot (conhecida também como Salem’s Lot que nomeia o livro na versão americana) no Maine, onde ele viveu dos 5 anos aos 9 anos de idade, somente para descobrir que alguns moradores estão se transformando em vampiros.
A cidade ainda seria protagonista de mais dois contos no futuro ‘’Jerusalem’s Lot’’ e ‘’A Saideira’’ ambos publicados no livro de contos Sombras da Noite, uma coletânea de contos publicada pelo autor em 1978.
O livro foi nomeado para a premiação do World Fantasy Award em 1976, , e para o Locus Award para o prêmio All-Time Best Fantasy Novel (algo como Melhor livro do gênero de fantasia de todos os tempos) em 1987. .
Em duas entrevistas separadas na década de 80 King disse que, de todos os seus livros, 'Salem's Lot era o seu preferido. Na entrevista publicada na revista Playboy americana, o entrevistador alega que por ser o seu livro preferido, haveria uma sequência na história, , mas King respondeu em seu site que por causa da série de livros Dark Tower continuou a narrativa no A Torre Negra: Lobos de Calla  e na Canção de Susannah ele sentia que não mais precisava voltar àquela história. .

## Enredo
Ben Mears é um autor que passou parte da sua infância em Jerusalem's Lot no Maine e retorna a cidade após 25 anos. Ele rapidamente faz amizade com o professor Matt Burke e começa um apaixonado romane com Susan North, uma jovem universitária.
O motivo do retorno à cidade é para buscar inspiração para escrever um novo livro sobre a casa abandonada Marsten onde ele teve uma má experiência quando criança. Mears descobre que a casa foi comprada por Kurt Barlow um imigrante Austríaco que chegou na cidade para abrir uma loja de antiguidades. Barlow, alegadamente, fica viajando para comprar estoque para a loja e quase não aparece, somente o seu sócio Richard Straker é visto em público.
A compra da casa pela dupla coincide com o desaparecimento de Ralphie Glick, uma criança, bem como a morte do irmão dele Danny, que acaba se tornando o primeiro vampiro da cidade. Danny infecta cidadãos locais incluindo Mike Ryerson, Randy McDougall, Jack Griffen e sua própria mãe, Marjorie Glick. Danny falha, entretanto, em infectar seu colega de classe Mark Petrie que resiste bravamente o ataque segurando um crucifixo de plástico diante da cara de Danny. Em poucos dias diversos moradores são transformados em vampiros. A fim de combater a disseminação dos vampiros, Ben e Susan se juntam com Matt, seu médico Jimmy Cody e o padre local Reverendo Callahan. Susan é capturada por Barlow e transformada em vampiro e posteriormente morta por Ben que enfia uma estaca em seu coração.
Quando o reverendo Callahan e Mark vão até a casa dos pais de Mark para explicar o perigo que sua família corre a energia é cortada e Barlow aparece. Após matar os pais de Mark esmagando a cabeça deles uma contra a outra, Barlow temporiaramente pega o garoto como refém. Callahan puxa seu crucifixo em uma tentativa de afastar Barlow e a proteção funciona, porém, até que Barlow desafia a fé do reverendo e o desafia a jogar a cruz fora. Callahan que não tem a fé suficientemente forte é aos poucos sobrepujado por Barlow que se apodera do crucifixo de Callahan e o quebra em dois. Barlow então obriga o reverendo a beber o seu sangue o tornando impuro.  Quando o reverendo retorna a sua igreja e tenta entrar ele recebe um choque que o impede de entrar. O reverendo Callahan então abandona a cidade.
Jimmy é morto quando cai de uma escadaria e é empalado por uma armadilha de Facas preparadas pelos vampiros. Ben e Mark conseguem destruir o vampiro-mestre Barlow e escapam com vida mas são forçados a deixar a cidade para a horda vampírica sem mestre.
O prólogo do livro, que se passa logo após a conclusão da história mostra Ben e Mark viajando para uma cidade costeira do México onde eles tentam se recuperar de sua provação. Mark é recebido na Igreja Católica por um padre local e confessa, pela primeria vez, o que ele presenciou. O epílogo mostra os dois retornando para a cidade um ano depois com a intenção de reiniciar a batalha. Ben, sabendo que existem diversos esconderijo para vampiros inicia um incêndio em uma moita perto da Casa Marsten com a intenção de destruí-la para sempre e a cidade ao redor da casa.

## Adaptações

### Cinema e Televisão
- Em 1979 o livro foi adaptado para uma Minissérie de televisão Salem's Lot (1979), estrelando David Soul. A série foi indicada para receber o Prémios Emmy do Primetime e o Edgar Award.
- Em 1987 Larry Cohen dirigiu "Um Retorno a Salem's Lot" uma sequência direta da minissérie de 1979.
- Em 2004 a rede TNT (canal de televisão) lançou um filme de nome Salem's Lot estrelando Rob Lowe.
- Em abril de 2019 a New Line Cinema anunciou um novo filme baseado no livro que será feito por Gary Dauberman e James Wan. Dauberman foi responsável pelo Roteiro de It (2017) e sua sequência It Chapter Two. Ainda não há confirmação de data de estréia.

### Rádio
O livro foi adaptado no Reino Unido como uma novela para a BBC Radio 4 em 1995.